# 최종남
최종남(1960년 6월 9일 ~ )은 대한민국의 배우이다.

## 출연작

### 영화
- 2022 “귀신경찰”
- 2021 “수퍼모델”
- 2021 “옐로우 프레지던트”
- 2020 “미션파서블” (박두식 役)
- 2020 “경계인” (최홍종 役)
- 2019 “얼굴없는보스” (한변호사 役)
- 2018 “라라” (윤갑 役)
- 2018 “머니백” (슈퍼마켓 주인 役)
- 2017 “재심” (테미스 이사 役)
- 2017 “너에게만 들려주고 싶어” (최회장 役)
- 2015 “유정(有情)-스며들다” (변호사 役 우정 출연)
- 2015 “굿바이 그리고 헬로우” (도완 아버지役)
- 2005 “좋은 배우(A Great Actor)”  (극단 단장 役)
- 2004 “어깨동무” (장회장 役)
- 2002 “몽중인” (이종원 부친 役)

### 드라마
- 2022 KBS1 “국가대표 와이프” (수선중 役)
- 2021 tvN “더 로드” (방송국 사장 役)
- 2020 TV조선 “응보”  (재단이사장 役)
- 2019 SBS “해치” (민진헌 집사役)
- 2019 OCN “빙의” (마을 이장役)
- 2019 MBC 이몽 “민영준役”
- 2019 tvN “달리는조사관” (인권위원役)
- 2018 유투브 “내 생의 최악의 이별” (포차 주인등 멀티 출연)
- 2018 tvN “나인룸” (방범책임자役)
- 2017 네이버TV “희망소생사 고용씨” (악덕업주役)
- 2017 UHD 드라마 “장의사들” (재단 이사장役)
- 2017 MBC “언제나 봄날” (홍이사 役)
- 2017 한 중드라마 “최고의 커플” (캐스팅 헌터役)
- 2016 MBC “옥중화” (마창도 役)
- 2014 KBS드라마 스페셜 “내가 결혼하는 이유” (중견간부 役)
- 2014 KBS “순금의 땅” (약재상 役)
- 2014 웹드라마 “최고의 미래” (최고 부친役 특별출연)
- 2013 JTBC 가시꽃 “김계장

### 뮤직비디오
- 인순이 - 우산 (2014년)
- 길건 - Real My name is KG (2004년)
- 왁스 - 관계 (2003년)

## 수상
- 2013년 제21회 대한민국문화연예대상 드라마부분 남자신인상
- 2014년 제22회 대한민국문화연예대상 드라마부분 조연상
- 2015년 한국을 빛낸 대한민국 충효대상 문화예술부문 영화특별연기대상